# Solicorynespora calophylli
Solicorynespora calophylli är en svampart som först beskrevs av Hol.-Jech. & R.F. Castañeda, och fick sitt nu gällande namn av R.F. Castañeda & W.B. Kendr. 1990. Solicorynespora calophylli ingår i släktet Solicorynespora, divisionen sporsäcksvampar och riket svampar.   Inga underarter finns listade i Catalogue of Life.